# Большое Жоково
Большое Жоково — село в Рыбновском районе Рязанской области. Входит в состав Пионерского сельского поселения.

## Название
Название селения по фамилии землевладельца Жокова.

## История
До постройки в 1861 году Тихвинского храма, упоминается как деревня Михайловского уезда Рязанской губернии (в 1859 году - деревня владельческая).
По сведениям 1906 года, село на тракте Михайловск-Зарайск входило в Окуньковскую волость Михайловского уезда. В селе действовала смешанная церковно-приходская школа, три мелочные лавки, две кузницы, кирпичный сарай, три постоялых двора.
С 1929 года - в границе Рыбновского района Рязанской области.
В проведении коллективизации в селе в 1931-32 годах под псевдонимом Николай Владимирович Елизаров принимал участие Цзян Цзинго — сын Чан Кайши, будущий президент Тайваня, проходивший в то время обучение в Советском Союзе.
С 2004 года по 2014 г. являлось административным центром Большежоковского сельского поселения.
В 2007 году началась газификация села.

## Население
| 1859 | 1906 | 2010 |
| ---- | ---- | ---- |
| 386  | ↗527 | ↘322 |

## Достопримечательности

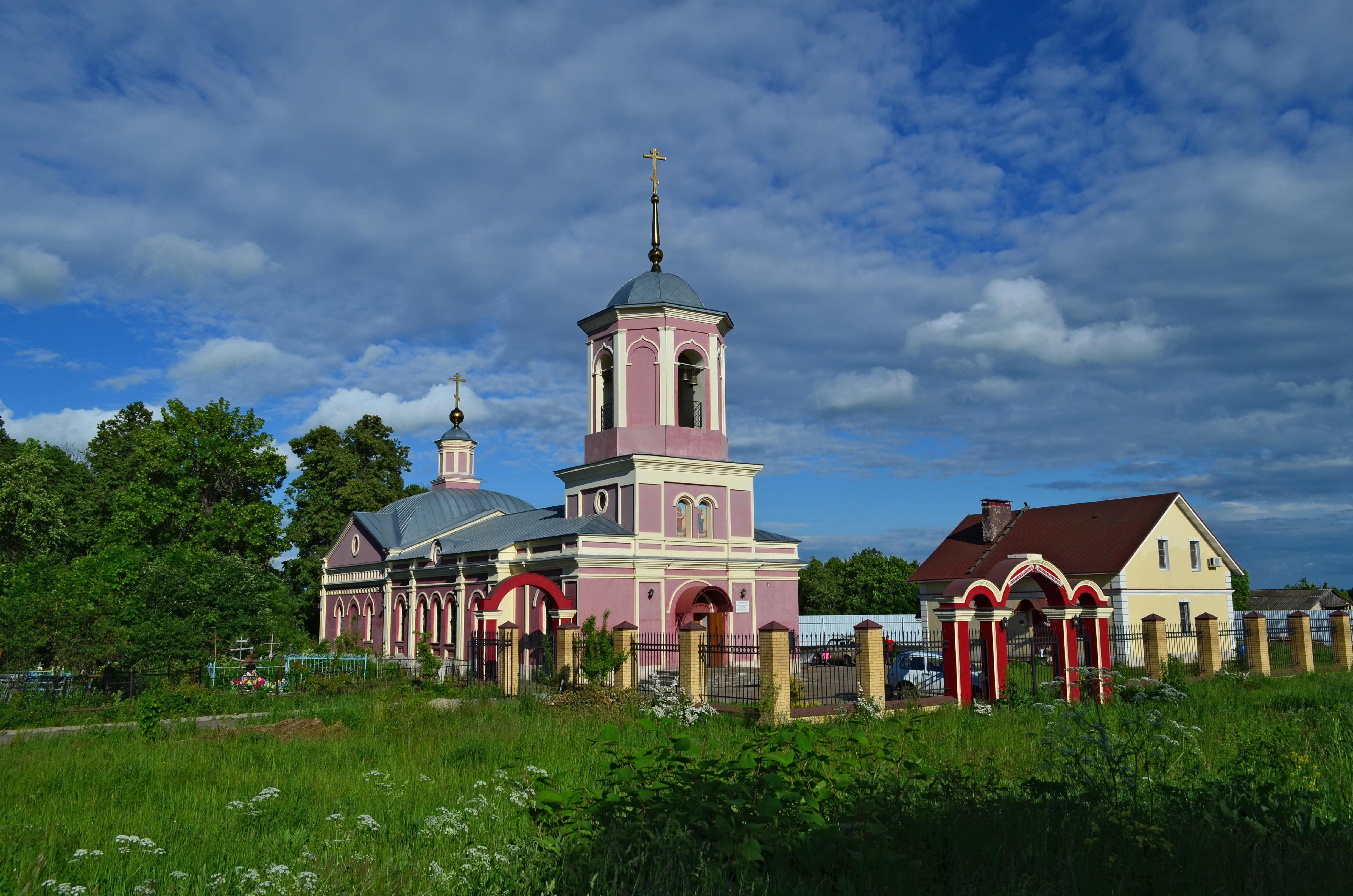
Тихвинская церковь.

В селе имеется Тихвинская церковь.